# Maxwell's Silver Hammer
〈Maxwell's Silver Hammer〉는 1969년 음반 《Abbey Road》의 영국의 록 밴드 비틀즈의 곡이다. 그 곡은 레논-매카트니에게 인정되었지만 폴 매카트니에 의해 쓰여졌다. 〈Maxwell's Silver Hammer〉는 망치로 살인을 저지르는 의학 학생 맥스웰 에디슨에 관한 어둡고 기이한 가사를 가진 팝송이다. 가사는 그 노래의 낙관적이고, 매력적이고, 다소 어린애 같은 소리로 변장된다. 이 곡의 녹음 세션은 비틀즈에게 힘든 시기였고, 매카트니는 그의 밴드 동료들에게 이 곡을 길게 연습하도록 압력을 가했다. 존 레논, 조지 해리슨, 링고 스타는 이 노래를 싫어하며 목소리를 높였다. 작가 이언 맥도널드는 이것을 "왜 비틀즈가 헤어졌는지를 보여주는 단일 녹음"이라고 묘사했다.

## 배경
이 곡은 1968년 10월 음반 《The Beatles》를 위해 작곡되었지만 시간의 제약 때문에 중단되었다. 이 영화는 3개월 후인 1969년 1월에 다시 트위크넘 영화관에서 〈Get Back〉 세션 동안 리허설을 했지만 6개월 동안 녹화되지는 않았다. 그 영화는 두 번의 짧은 리허설이 그 시점까지 그 밴드의 진행 상황을 보여주며 함께 모인다. 레논은 《Abbey Road》 녹음을 전혀 하지 않았음에도 불구하고 일렉트릭 기타를 연주하고 있는 것으로 알려졌다. 로드 매니저와 비틀즈의 동료 말 에반스는 모루를 치는 것을 제공함으로써 참여한다.
매카트니의 아내 린다는 그가 아방가르드 극장에 관심을 갖게 되었고 알프레드 자리의 글에 몰두하게 되었다고 말했다. 이러한 영향은 〈Maxwell's Silver Hammer〉의 이야기와 어조에 반영되며, 또한 매카트니가 가사에서 발생하는 자리의 "파타피직스"이라는 단어를 어떻게 우연히 알게 되었는지에 대해서도 설명한다.
레논은 그것을 "폴의 할머니 같은 음악"이라고 묘사했다. 1994년, 매카트니는 그 노래가 삶의 몰락의 전형이라고 말했다. "제 인생에서 제가 발견하기 시작한 그 때, 갑자기 어떤 일이 잘못될 때, 종종 그러하듯이, 제 비유는 저는 그것에 대한 상징적인 것을 원했고, 그래서 제게는 맥스웰이라는 가상의 인물과 은망치를 사용했죠. 그게 왜 은색이었는지 모르겠어요, 맥스웰의 망치(Maxwell's hammer)보다 더 좋게 들렸죠."

## 녹음
비틀즈는 1969년 7월 9일 런던의 EMI 스튜디오(나중에 애비 로드 스튜디오)에서 이 노래를 녹음하기 시작했다. 자동차 사고로 부상을 입은 후 8일 동안 녹음 작업에 참여하지 않았던 존 레논은 그의 아내 오노 요코와 함께 노래 작업을 하기 위해 도착했는데, 레논보다 사고로 더 심하게 다쳤으며 스튜디오에서 큰 더블 침대를 누웠다. 16번의 리듬 트랙이 만들어졌고 이어서 일련의 기타 오버더빙이 이어졌다. 사용하지 않는 다섯 번째 테이크아웃은 《Anthology 3》에서 들을 수 있다. 그 후 이틀 동안 그 그룹은 보컬, 피아노, 해먼드 오르간, 모루, 기타 등을 오버더빙을 했다. 이 노래는 매카트니가 모그 신시사이저로 솔로 곡을 녹음했던 8월 6일에 완성되었다.
그 후 녹음 과정은 레논, 조지 해리슨, 링고 스타로부터 부정적인 평을 받았다. 레논은 "나는 사고 후 그들이 대부분의 트랙을 돌렸을 때 아팠고, 그것은 정말로 조지와 링고를 땅바닥에 집어 넣었습니다."라고 나중에 "나는 그것이 싫었습니다. 폴은 싱글로 만들기 위해 모든 것을 다 했습니다. 그럴 수도 없었고, 그럴 수도 없었을 것입니다." 해리슨은 회상했다. "때때때로 폴은 우리에게 이런 과실한 노래들을 들려주곤 했어요. 내 말은, 〈Maxwell's Silver Hammer〉는 정말 과실했어요. 잠시 후 우리는 그것을 잘 해냈지만, 폴이 그의 머리 속에 어떤 생각이나 준비가 되었을 때..." 스타는 2008년에 《롤링 스톤》에서 말했다. "가장 최악의 세션은 〈Maxwell's Silver Hammer〉였어요. 그 곡은 우리가 기록해야 했던 최악의 트랙이었어요. 그 곡은 몇 주 동안 계속되었어요. 나는 그것이 미쳤다고 생각했어요." 매카트니는 회상했다. "나 같은 유일한 주장은 〈Maxwell's Silver Hammer〉에 사흘을 보내는 것이었어요. 나는 조지가 '3일이나 걸렸는데, 그건 노래일 뿐이야.' 그래서 저는 '그래, 하지만 제대로 하고 싶어.'라고 말했던 것을 기억합니다. 이것에 대해 몇 가지 생각이 있어요."

## 주목할 만한 커버 버전
- 1972년, 캐나다의 밴드 더 벨스는 〈Maxwell's Silver Hammer〉를 다루었다. 그들의 버전은 캐나다에서 히트를 쳤다. 그 곡은 팝 차트에서 83위, 그리고 캐나다 어덜트 컨템포러리 차트에서 2위에 올랐다.

- 1978년 영화 《서전트 페퍼스 론리 하츠 클럽 밴드》에서 이 노래는 맥스웰 에디슨 역을 맡은 코미디언 스티브 마틴이 맡았다. 프랭키 레인은 또한 이 노래를 뮤지컬 다큐멘터리 《이 모든 것과 제2차 세계 대전》의 일부로 다루었고, 비틀즈의 음악 공연에 맞춰진 제2차 세계 대전의 주식과 뉴스레일을 특징으로 한다.

## 참여 인원
비틀즈
- 폴 매카트니 - 리드와 백 보컬, 피아노, 일렉트릭 기타, 모그 신시사이저
- 조지 해리슨 - 백 보컬, 어쿠스틱과 리드 기타, 6현 베이스 기타
- 링고 스타 - 백 보컬, 드럼, 모루

추가 음악가
- 조지 마틴 - 오르간